# Jean-Baptiste Camille Corot
Jean-Baptiste Camille Corot (født 26. juli 1796, død 22. februar 1875) var en fransk landskabsmaler.
Corot arbejdede i den realistiske og romantiske genre. Af de malere der hørte til Barbizon-skolen var Corots kunst mere individuel end Rousseau, hvis arbejde er mere traditionelt; mere poetisk end Daubigny, som dog er Corots største samtidige konkurrent; og på enhver måde smukkere end Jean-François Millet.
Kunsthistorikere deler hans arbejde i to perioder, men adskillelsen er uklar, da han ofte færdiggjorde et billede flere år efter han begyndte det. I hans tidlige periode malede han traditionelt og "stramt" — med detaljeret akkuratesse, klare omrids, og med absolut tegning af motiverne. Efter at han havde passeret 50 år ændrede hans metoder sig klart, ca. 20 år senere, fra omkring 1865, blev hans malemåde fuld af mystik og poesi. 
I hans sidste 10 år blev han til "Père Corot" ('Fader Corot') i de parisiske kunstkredse, hvor han var meget afholdt og anerkendt som en af de fem eller seks største landskabsmalere sammen med Hobbema, Lorrain, Turner og Constable.
| - Selvportrætter - 1815 - 1818-21 - Ca. 1835 - 1858 |

| - Kvindeportrætter af Camille Corot - Louise Harduin, 1831 - Eftertænksom ung brunette, 1845-50 Pensive Young Brunette - Marie Anna Charmois, o. 1855 - Eftertænksom pige, ca. 1857 The Brooding Girl - Afbrudt læsning, o. 1870 |

| - Andre værker af Camille Corot - Indgang til skoven i Ville d'Avray, ca. 1825 Entrée du bois à Ville d'Avray - Colosseum set fra Farnesehaverne, 1826 Le Colisée vu des jardins Farnèse - Broen ved Narni, 1826 Le pont de Narni - Parti fra Venedig, 1828 - En morgen. Nymfernes dans, ca. 1850 A Morning. The Dance of the Nymphs - La Rochelle, havneindløbet, 1851 - En bådfører til hest, ca. 1855-60 Haleur de bateau sur son cheval - Hølæs, ml. 1860 og 1870 - Nymfer og fauner, før 1870 Nymphes et Faunes - Kirken i Marissel, 1866 L'église de Marissel, près de Beauvais - Den læsende ved den skovklædte bred, 1865-70 La liseuse sur la rive boisée - Broen ved Mantes, 1868-70 Le pont de Mantes - En dal, 1870 Vallée Solitair - Arleux-Palluel, The Bridge of Trysts, 1871-72 - Solnedgang i Normandiet, før 1872 Souvenier de Normandie, soleil couchant - Kalkklipper nær Yport, 1872 Chalk Cliffs near Yport - Landskab nær Ville-d' Avray i Hauts-de-Seine, Île-de-France, 1873 |